# Zinaïda Portnova
Zinaïda Martinovna Portnova, communément appelée Zina Portnova (russe : Зинаида Мартыновна Портнова, Зина Портнова), née le 26 février 1926 à Saint-Pétersbourg et morte le 15 janvier 1944 à Polotsk, est une partisane soviétique et Héros de l'Union Soviétique. Elle est connue pour avoir tué plus de cent soldats allemands en les empoisonnant. Trahie, capturée, elle aurait été tuée par le soldat qui l'avait capturée.

## Biographie
Portnova est née à Leningrad le 20 février 1926. Elle vient d'un famille de la classe ouvrière biélorusse. Son père travaille à l'usine Kirov. Elle est en septième année à l'école no 385 de Leningrad en 1941 lorsqu'elle quitte la ville pour aller vivre avec sa grand-mère dans la région de Vitebsk. Peu après, l'Allemagne nazie envahit l'Union Soviétique. Un incident avec les soldats allemands, qui frappèrent sa grand-mère en lui confisquant son bétail, la conduit à les haïr.
En 1942, Portnova rejoint la résistance biélorusse, devenant membre du Komsomol clandestin d'Obol, dans le Voblast de Vitebsk appelé les « Jeunes Vengeurs ». Elle commence ses activités par la distribution de dépliants de propagande soviétique dans la Biélorussie occupée, la collecte et la cache d'armes pour les soldats soviétiques, et les rapports sur les mouvements des troupes allemandes. Après avoir appris à utiliser des armes et des explosifs, Portnova participe aux actions de sabotage de la pompe, de la centrale électrique et de l'usine de briques de la ville,. Environ une centaine de soldats allemands sont morts pendant ces attaques.
En 1943, Portnova est employée comme aide de cuisine à Obol. En août, elle empoisonne les aliments destinés à la garnison allemande en poste là-bas. Immédiatement considérée comme suspecte, elle mange une partie de la nourriture devant ses accusateurs pour prouver l'absence de poison ; n'étant pas tombée malade, elle est libérée. Portnova tombe malade quelques jours plus tard, vomissant énormément mais finit par récupérer en buvant du lactosérum. N'étant pas revenue travailler, les Allemands découvrent qu'elle est coupable et se mettent à sa recherche. Pour éviter l'arrestation, elle devient éclaireuse de l'unité partisane nommée d'après Kliment Vorochilov. Dans une lettre envoyée à ses parents, elle écrit que « ensemble, [ils] battront les Nazis ». En octobre 1943, Portnova rejoint le Komsomol.
En décembre 1943 ou en janvier 1944, Portnova est envoyée à Obol pour infiltrer la garnison, découvrir la raison des récents échecs des Jeunes Vengeurs, puis de localiser et de contacter les autres membres. Elle est rapidement capturée.
Les rapports de son évasion varient :
- L'une des versions dit que lors de son interrogatoire par la Gestapo dans le village de Goriany, elle aurait abattu l'enquêteur. Lorsque deux soldats allemands sont entrés après avoir entendu les coups de feu, elle les aurait tués aussi. Elle aurait ensuite tenté de s'échapper de l'enceinte vers la forêt mais aurait été rattrapée près de la berge d'une rivière[3].
- Une autre version est que l'interrogateur de la Gestapo, dans un accès de rage, jeta son pistolet sur la table après l'avoir menacé. Prenant le pistolet, Portnova lui aurait tiré dessus. S'échappant, elle aurait tué un garde dans le couloir, puis un autre dans la cour. Après que le pistolet se soit enrayé alors que Portnova tentait de tirer sur un garde qui lui bloquait l'accès à la rue, elle aurait été capturée[1].

Après avoir été rattrapée, Portnova est torturée, peut-être pour obtenir des informations. Elle est ensuite conduite dans la forêt et exécutée ou morte sous la torture, le 15 janvier 1944.

## Distinctions
- Héroïne de l'Union soviétique
- Ordre de Lénine

## Hommages
- En 1969, le village de Zuia consacre une plaque commémorative en son honneur[2].
- De nombreux groupes de Jeunes Pionniers nommés en son honneur[3].
- Le musée du Komsomol, situé sur la route entre Polotsk et Vitebsk est nommé en son honneur[2].
- Le musée de l'école n°608 dans le district de Kirov à Saint-Pétersbourg porte son nom[4].
- Son portrait est peint sur un mur de la rue Novgorodskaïa à Saint-Pétersbourg en 2016[5].